# Frédéric Pierre (tuffatore)
Frédéric Pierre (Saint-Maur-des-Fossés, 3 luglio 1969) è un ex tuffatore francese.

## Biografia
Ha rappresentato la Francia ai Giochi olimpici estivi di Seul 1988, dove si è classificato ventitreesimo nella piattaforma 10 metri nel turno preliminare.
Ai Giochi olimpici di Barcellona 1992 è stato eliminato nel preliminare con il diciannovesimo posto nella piattaforma 10 metri.
Agli europei di nuoto di Siviglia 1997 ha vinto la bronzo nel sincro 10 metri, con il connazionale Gilles Emptoz-Lacote.
Ai Giochi olimpici estivi di Sydney 2000 si è classificato quarantesimo nel trampolino 3 metri, e, al fianco di Gilles Emptoz-Lacote, sesto nel sincro 3 metri e ottavo nel sincro 10 metri.

## Palmarès
- Europei di nuoto

Siviglia 1997: bronzo nel sincro 10 m;